# Bianouan
Bianouan è una città e sottoprefettura della Costa d'Avorio appartenente al  dipartimento di Aboisso. Conta una popolazione di 41 442 abitanti (censimento 2014).